# سي باي
سي باي (بالإنجليزية: SciPy)‏ هي مكتبة بايثون حرة ومفتوحة المصدر تستعمل للحوسبة العلمية والتقنية.

## وصلات خارجية
- سي باي على موقع Open Hub (الإنجليزية)
- الموقع الرسمي